# ماتيا باليوكا
ماتيا باليوكا هو لاعب كرة قدم إيطالي، ولد في 25 أبريل 2002 في بولونيا في إيطاليا.

## وصلات خارجية
- ماتيا باليوكا على موقع قاعدة بيانات كرة القدم.إي يو (الإنجليزية)
- ماتيا باليوكا على موقع Soccerway.com (الإنجليزية)